# Mario Encarnación
Mario Encarnación González (1975 - 2005) fue un jardinero izquierdo dominicano que jugó en las Grandes Ligas de Béisbol. Durante su breve periodo en las mayores, Encarnación jugó para los Rockies de Colorado y los Cachorros de Chicago en 23 juegos entre 2001 y 2002.
Había empezado a jugar para Macoto Cobras de la Liga de Béisbol Profesional China en Taiwán desde 2005. Estableció un récord en la Liga China al conectar dos jonrones en sus primeros dos turnos al bate. El 3 de octubre, fue encontrado muerto en su dormitorio del equipo.
A principios de la temporada, fue suspendido brevemente por dar positivo de esteroides, lo que llevó a especular sobre las reales causas de su muerte. También se informó que había estado sufriendo de un ataque de gastroenteritis durante varias semanas antes de su muerte. Los resultados de la autopsia demostraron más tarde que había muerto de una condición médica congénita.
Jugó durante siete temporadas con las Águilas Cibaeñas en la Liga Dominicana.